# اتوپریدون
اتوپریدون (انگلیسی: Etoperidone) نوعی داروی ضدافسردگی آتیپیک است که دیگر در دسترس نمی‌باشد.